# Bamaga
Bamaga (wym. ang.: ˈbæməɡə; wym. mel: ˈbamaɡa) – miasto położone w Australii, w Queensland. Jest siedzibą samorządu terytorialnego Northern Peninsula Area. Leży około 40 kilometrów od przylądka Jork. Jest jednym z najbardziej wysuniętych na północ miast w Australii. 
Według danych z 2016, miejscowość liczy 1164 mieszkańców, z czego 957 identyfikuje się jako Aborygeni lub członkowie plemienia Torres Strait Islanders.
Miasto zostało założone w 1947 przez mieszkańców wyspy Saibai w Cieśninie Torresa, po zniszczeniu wyspy przez nienaturalnie wysokie pływy. Miejscowość nazwano na cześć Bamagi Ginau, członka starszyzny plemiennej.
W Bamadze występuje klimat sawann. Temperatura przez cały rok przekracza 20°C. Pora deszczowa trwa od połowy maja do połowy listopada.
Mieszkańcy posługują się językami: Kala lagaw ya, Torres Strait Creole, i angielskim.